# The Boys of Bummer
The Boys Of Bummer är det artonde avsnittet i den artonde säsongen av tv-serien Simpsons. Avsnittet sändes 29 april 2007 och var skriven av Michael Price. Detta är den första avsnittet som regisserats av Rob Oliver.

## Handling
Springfield Isotopes knattelag i baseboll är i semifinal och den avgörande bollen ska slås. Om Isotopes fångar bollen har de gått till final i mästerskapet. Bart fångar bollen (som egentligen Milhouse skulle ha tagit). Efter matchen är det "knattebasebollyra" i Springfield. Samtidigt så följer Homer med Marge när hon ska shoppa och han blir uttråkad och försöker hitta en stol som han kan vila på. Stolarna är upptagna av Dr Hibbert och Clancy Wiggum så Homer går till sängavdelningen och lägger sig helt enkelt i en säng och somnar. Efter ett tag börjar kunderna titta på honom och Mr. Costington, ägaren av varuhuset undrar vad som händer. Homer berättar hur skön madrassen var och Rich Texan köper fem madrasser av Homer som senare säger att han inte jobbar på varuhuset men blir då direkt anställd av Mr. Costington.
I basebollfinalen leder Springfield över Shelbyville med 5-2 och den avgörande bollen ska slås. Spända på att Bart ska fånga bollen förbereder sig Springfields åskådare för efterfesten. Men Bart lyckas inte fånga bollen och han försöker senare göra allt för att rädda Isotopes från att förlora. Men han lyckas inte rädda Isotopes från att förlora så Isotopes förlorar snöpligt med 5-6 efter att Shelbyville vänd 2-5 underläge till seger med 6-5. Publiken börjar då kasta öl på Bart som springer ut ur stadion. Han kommer inte långt förrän Clancy Wiggum lurar honom att kliva in i bilen så att Bart ska tro att Clancy Wiggum räddar honom. Istället för att rädda Bart åker Clancy Wiggum tillbaks in i stadion bara för att låta publiken kasta mer öl på Bart. 
Följande morgon är Bart i självmordstankar och vågar inte visa sig ute. Lisa försöker uppmuntra honom genom att ta honom till Joe Laboot som gjorde samma misstag som Bart en gång i tiden. Men när han får reda på att det är Bart Simpson han talar med så säger han att tala med honom var det värsta misstaget han gjort i hela sitt liv. Samtidigt köper paret Lovejoy en madrass av Homer men de kommer senare till familjen Simpsons hus för att lämna tillbaka madrassen. När de upptäcker att Homers och Marges madrass är skön så byter de madrass med varandra. Men när Homer och Marge upptäcker att madrassen är väldigt obehaglig så går de till Lovejoys hus för att ta tillbaka madrassen. De får tillbaks madrassen men den är skuren så att den ser ut som en macka. När Lisa kliver upp för att hämta tidningen får hon en fläck i pannan. Hon upptäcker senare att alla byggnader i stan har klottrats med texten "I HATE BART SIMPSON". Lisa upptäcker senare att det är Bart som har klottrat. Då han upptäcks hoppar Bart ner från den sista byggnaden han klottrat på och ramlar rakt ner i en buske och hamnar på sjukhuset.
Utanför sjukhuset hör Marge en mobb som ropar ut orden "BART SUCKS". Detta gör Marge uppröd och hon går ut och skäller ut mobben och säger att de alla borde skämmas för vad de gjorde mot hennes son. Hon nämner också en skylt med texten "MEANEST CITY IN AMERICA" som hon inte förrän nu fattar att den är sann. Lisa kommer på att de kan spela om matchen på låtsas och bara spela om den avgörande bollen för att få Bart på bättre humör. Efter 78 försök så fångar han till slut bollen. I slutet får man se Bart och Milhouse när de är ungefär 70 år gamla. Bart berättar för Milhouse om bollen han fångade men Milhouse klargör att det faktiskt var en fejkmatch. Detta gör Bart väldigt besviken men sen tröstar Milhouse honom med att säga att det var en fejk som han sa just nu. Samtidigt ser man också Homers och Marges spöken som talar om deras son samtidigt som Homer vill ha sex.

## Musik
- Ledmotivet från The Green Hornet spelas under upp under tiden Simpson byter madrass med Lovejoy.
- Jimbo, Dolph and Kearney's sjunger Bart Stinks som är en parodi på Love Stinks. Bart noterar detta genom att ta ner en poster med J. Geils Band i hans rum.
- Musiken när Bart tittar på bollen när den flyger är ledmotivet från Rudy.

## Kulturella referenser
- Avsnittet är en parodi på The Boys of Summer, som handlade om Brooklyn Dodger basebollag.
- I filmen The Best of Times, spelar man om en match.
- En sekvens med Bart är en hänvisning till Kalle i Snobben.
- Harry Shearer, röst och utseende av sportkommentator är en parodi på Vin Scully.
- Farmer Dans är en parodi på Farmer John.[1]
- Homers kläder när han fångar en boll istället för Bart är samma som Steve Bartman har burit.
- När en av basebollarna träffar en duva härstammar det från en liknande händelse i verkligheten med pitchern Randy Johnson.
- När speaker uppreprar "The Isotopes lose the pennant!" är det en parodi på "The Giants win the pennant!" efter att New York Giant vann 1951 års National League Pennant.
- Joe Laboot är en parodi på Bill Buckner spel 6 i 1986 World Series, vilket bidrog till Bostons förlust.